# MRPS33
MRPS33 (англ. Mitochondrial ribosomal protein S33) – білок, який кодується однойменним геном, розташованим у людей на короткому плечі 7-ї хромосоми. Довжина поліпептидного ланцюга білка становить 106 амінокислот, а молекулярна маса — 12 629.
| 10         |  | 20         |  | 30         |  | 40         |  | 50         |
| ---------- |  | ---------- |  | ---------- |  | ---------- |  | ---------- |
| MSSLSEYAFR |  | MSRLSARLFG |  | EVTRPTNSKS |  | MKVVKLFSEL |  | PLAKKKETYD |
| WYPNHHTYAE |  | LMQTLRFLGL |  | YRDEHQDFMD |  | EQKRLKKLRG |  | KEKPKKGEGK |
| RAAKRK     |  |            |  |            |  |            |  |            |

A: Аланін

D: Аспарагінова кислота

E: Глутамінова кислота

F: Фенілаланін

G: Гліцин

H: Гістидин

K: Лізин

L: Лейцин

M: Метіонін

N: Аспарагін

P: Пролін

Q: Глутамін

R: Аргінін

S: Серин

T: Треонін

V: Валін

W: Триптофан

Кодований геном білок за функціями належить до рибонуклеопротеїнів, рибосомних білків. 
Задіяний у такому біологічному процесі, як ацетилювання. 
Локалізований у мітохондрії.